# Новоселівська сільська рада (Криничанський район)
Новоселівська сільська рада — орган місцевого самоврядування у Криничанському районі Дніпропетровської області з адміністративним центром у c. Новоселівка.

## Населені пункти
Сільській раді підпорядковані населені пункти:
- c. Новоселівка
- с. Барвінок
- с. Зелений Кут
- с. Іллінка
- с. Рогівське
- с. Степанівка

## Склад ради
Рада складається з 14 депутатів та голови.(по 2015 рік 20 депутатів)

## Керівний склад сільської ради
| ПІБ                              | Основні відомості                                                                     | Дата обрання | Дата звільнення |
| -------------------------------- | ------------------------------------------------------------------------------------- | ------------ | --------------- |
| Пискунов Олександр Олександрович | Сільський голова, 1964 року народження, освіта, позапартійна                          | 26.03.2006   | 17.06.2010      |
| Топчій Вадим Вікторович          | Сільський голова, 1977 року народження, освіта незакінчена вища, член Партії регіонів | 31.10.2010   | 25.10.2015      |
| Муйдінов Тахір Акбарович         | Сільський голова, 1973 року народження                                                | 10.11.2015   |                 |

Примітка: таблиця складена за даними джерела

## Розташування
Новоселівська сільська рада розташована в північно-східній частині Криничанського району Дніпропетровської області, за 12 км від районного центру.

## Соціальна сфера
На території сільської ради знаходяться такі об'єкти соціальної сфери:
- Степанівська середня загальноосвітня школа;
- Новоселівська лікарська амбулаторія;
- Степанівський фельдшерсько-акушерський пункт;
- Рогівський фельдшерсько-акушерський пункт;
- Степанівський будинок культури;
- Степанівська сільська бібліотека.